# Congratulations (Simple Plan)
Congratulations è un singolo dei Simple Plan, pubblicato il 16 marzo 2022.

## Tracce
Testi e musiche di Chuck Comeau, Nate Campany, Pierre Bouvier.
1. Congratulations – 3:16

## Formazione
- Pierre Bouvier – voce, cori
- Jeff Stinco – chitarra solista
- Sébastien Lefebvre – chitarra ritmica, voce, cori
- Chuck Comeau – batteria